# Entosthodon buseanus
Entosthodon buseanus är en bladmossart som beskrevs av Frans François Dozy och Molkenboer 1855. Entosthodon buseanus ingår i släktet koppmossor, och familjen Funariaceae. Inga underarter finns listade i Catalogue of Life.